# Robert von Heine-Geldern
Robert Freiherr von Heine-Geldern (16 de julho de 1885 - 25/26 de maio de 1968), conhecido depois de 1919 como Robert Heine-Geldern, era um notável etnólogo austríaco, historiador e arqueólogo antigo e sobrinho-neto do poeta Heinrich Heine.

## Biografia
Heine-Geldern nasceu em Grub, na Áustria, e era descendente de Gustav Heine von Geldern. Ele estudou primeiro na Universidade de Munique, depois em história da arte e etnografia sob o padre Wilhelm Schmidt (1868-1954) na Universidade de Viena. Em 1910, viajou para a fronteira Índia/Birmânia para estudar populações locais, completando sua tese em 1914 sobre The Mountain Tribes of Northeastern Burma.
Heine-Geldern prestou serviço militar durante a Primeira Guerra Mundial, depois trabalhou no Museu Naturhistorisches em Viena. Sua pesquisa combinou conceitos etnológicos, pré-históricos e arqueológicos e, em 1923, foi pioneira no campo da antropologia do sudeste asiático com seu capítulo "Sϋdostasien" na Illustrierte Völkerkunde de G. Buschan. Ele começou a ensinar na Universidade de Viena em 1927, onde se tornou professor em 1931. Desde 1938 até a Segunda Guerra Mundial, ele viveu como refugiado em Nova Iorque, onde trabalhou no Museu Americano de História Natural. Nessa época, ele foi fundamental na criação do Instituto do Sudeste Asiático nos Estados Unidos (1941). Ele retornou a Viena em 1950, onde ingressou no Instituto de Etnologia. Ele morreu em Viena.
Heine-Geldern participou ativamente dos estudos do sudeste asiático como um campo acadêmico, e seu ensaio sobre "Concepções de estado e reinado no sudeste da Ásia" (1942) agora é clássico. Ele recebeu uma medalha do Viking Fund e foi membro da Academia Austríaca de Ciências, da Royal Asiatic Society, do Royal Anthropological Institute e da École française d'Extrême-Orient.

## Trabalhos selecionados
- "Gibt es eine austroasiatische Rasse?", Archiv für Anthropologie (XLVI), 1921, pp. 79–99.
- "Südostasien," in G. Buschan (ed.), Illustrierte Völkerkunde, (Stuttgart: Strecker und Schröder, 1923), II, i, pp. 689–968.
- Altjavanische Bronzen aus dem Besitz der Ethnographischen Sammlung des Naturhistorischen Museums in Wien, (Wien: C. W.Stern,1925), Artis Thesaurus I.
- "Eine Szene aus dem Sutasoma - Jataka auf hinterindischen und indonesischen Schwertgriffen," IPEK, Jahrbuch für Prahistorische und Ethnographische Kunst (1), 1925, pp. 198–238.
- "Die Steinzeit Südostasiens," Mitteilungen der Anthropologischen Gesellschaft in Wien (LVII), 1927, pp. 47–54.
- "Ein Beitrag zur Chronologic des Neolithikums in Südostasien," in W. Koppers (ed.), Publication d'Hommage Offerte au P. W. Schmidt (Wien: Mechithaπsten-Congregations-Buchdruckerei, 1928), pp. 809–843.
- "Die Megalithen Südostasiens und ihre Bedeutung für die Klärung der Megalithenfrage in Europa und Polynesien," Anthropos (XXIII), 1928, pp. 276–315.
- "Weltbild und Bauform in Südostasien," Wiener Beiträge zur Kunst und Kultur Asiens (IV), 1928-1929, pp. 28–78.
- "Urheimat und früheste Wanderungen der Austronesier," Anthropos (XXVII), 1932, pp. 543–619.
- "Vorgeschichtliche Grundlagen der kolonialindischen Kunst," Wiener Beiträge zur Kunst- und Kulturgeschichte (VIII), 1934, pp. 5–4θ.
- "The Archeology and Art of Sumatra," in E. M. Loeb (ed.), Sumatra: Its History and People (Vienna: University of Vienna, 1935), pp. 305–331.
- "L'art prébouddhique de la Chine et de l'Asie du Sud-Est et son influence en Océanie," Revue des Arts Asiatiques (XI), 1937, pp. 177–206.
- "Conceptions of State and Kingship in Southeast Asia," Far Eastern Quarterly (II), 1942, pp. 15–30. Revised version: Ithaca: Southeast Asia Program Data Paper #18, Cornell University, 1956.
- A Survey of Studies on Southeast Asia at American Universities and Colleges (Nova Iorque: East Indies Institute of America, 1943).
- "Prehistoric Research in the Netherlands Indies," in P. Honig and F. Verdoorn (eds.), Science and Scientists in the Netherlands Indies (Nova Iorque: Board for the Netherlands Indies, Surinam and Curaçao, 1945). Reprint: (Nova Iorque: Southeast Asia Institute, 1945), pp. 129–167.
- "Research on Southeast Asia: Problems and Suggestions," American Anthropologist (XLVIII), 1946, pp. 149–174.
- "The Drum named Makalamau," in India Antigua. A Volume of Oriental Studies Presented to J. P. Vogel (Leyden: E. J. Brill, 1947), pp. 167–179.
- "Indonesian Art," United Asia (I), 1949, pp. 402–411.
- Significant parallels in the symbolic arts of Southern Asia and Middle America, 1951.
- "Bronzegeräte auf Flores," Anthropos (XLIX), 1954, pp. 683–685.
- "Herkunft und Ausbreitung der Hochkulturen," Almanach der Österreichischen Akademie der Wissenschaften, 1955, p. 105.
- "The Coming of the Aryans and the End of the Harappa Civilization," Man, Vol 56, pp136–140, October 1956.
- "Zwei alte Weltanschauungen und ihre kulturgeschichΐliche Bedeutung," Anzeiger der phil.- hist. Klasse der Österreichischen Akademie der Wissenschaften (No. 17), 1957, pp. 251–262.
- "Steinurnen- und Tonurnenbestattung in Südostasien," Der Schlern (No. 32), 1958, pp. 135–138.